# مشاركة الربح

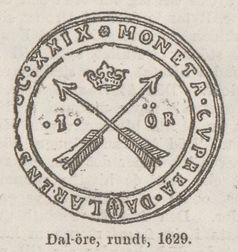

مشاركة الربح بشكلها العام هي خطة تجارية تقوم فيها الشركة بتقديم عوائد للموظفين بشكل مباشر أو غير مباشر تبعا لأرباح المؤسسة الكلية وذلك بالإضافة على راتب الموظف الأساسي.